# Purdy, Washington
Purdy är en ort i Pierce County i delstaten Washington, USA.